# 카로이 예뇌
카로이 예뇌(헝가리어: Károly Jenő; 1886년 1월 15일, 부다페스트 ~ 1926년 7월 28일, 피에몬테 주 토리노)는 헝가리 부다페스트 출신 축구 선수로, 나중에 감독을 맡았다. 고향 밖에서 그는 아녤리 시대 유벤투스의 첫 감독을 맡은 것으로 알려져 있다.
선수 시절, 카로이는 부다페스트의 두 구단에서 활약했는데, 처음에는 강호 MTK에서 활약했다. 그는 경기당 득점 비율이 매우 높은 선수이기도 했다. 그는 1912년 하계 올림픽에서 자국 대표로 참가한 것을 포함해 몇 차례 자국을 대표로 출전했다.

## 수상

### 선수
MTK
- 넴제티 버이녹샤그 I: 1903, 1908
- 머저르 쿠퍼: 1910

개인
- 넴제티 버이녹샤그 I 득점왕: 1903, 1905[2]